# 大久保貴光
大久保 貴光（おおくぼ たかみつ、1970年7月27日 - ）は、日本の俳優。広島県出身。

## 出演

### 映画
- オールナイトロング（1992年）
  - オールナイトロング2（1995年）
- 自殺サークル（2002年）
- 捨て犬（2005年）

### ドラマ
- 木曜の怪談「秘密の仲間」（1995年 フジテレビ）
- なっちゃん家のアルバム（1998年 テレビ朝日）
- 女ざかり!!区役所の名探偵（2000年 フジテレビ）
- 1ポンドの福音（2008年 日本テレビ）
- 相棒 season10「ライフライン」（2011年 テレビ朝日）

### Vシネマ
- 凶銃・戻り道はない（1997年）
- マルソウ改造自動車教習所2（1998年）
- 続・広島やくざ戦争 流血!第三次抗争勃発!（2001年）- 三代目共雄会山岡組組員 津田昭一
- 岸和田少年愚連隊 カオルちゃん最強伝説 EPISODE-FINAL スタンド・バイ・ミー（2002年） - ハッピの男
- 真・雀鬼8 確率五分の一の死闘（2003年） - 松岡大悟
- 死刑確定II（2004年）
- 仁義40 報復の銃弾（2004年）
  - 仁義46 内部戦争勃発（2006年）
- 影の交渉人 ナニワ人情列伝（2009年） - BAR「GANG STAR」マスター 中上宏
- 首領の道2（2012年） - 狩野組若槻組児島会組員 フワ
- 日本犯罪史 偽造の快楽（2013年） - 所轄刑事
- 虎狼の大義（2013年） - 翔仁会組員
- 極サギ1,2,3,4（2014年・2015年）全4作 - 霧島烈導法律事務所 調査員 カジワラ
- 極道たちの野望（2016年） - 五十嵐組鮫島組組員 宮国恭介

| スタブアイコン | サブスタブ | この項目は、まだ閲覧者の調べものの参照としては役立たない、俳優（男優・女優）に関連した書きかけの項目です。この項目を加筆・訂正などしてくださる協力者を求めています（P:映画/PJ芸能人）。 |